# Diocesi di Piracicaba
La diocesi di Piracicaba (in latino: Dioecesis Piracicabensis) è una sede della Chiesa cattolica in Brasile suffraganea dell'arcidiocesi di Campinas. Nel 2021 contava 578.295 battezzati su 1.025.002 abitanti. È retta dal vescovo Devair Araújo da Fonseca.

## Territorio
La diocesi comprende 15 comuni nella parte centrale dello stato brasiliano di San Paolo: Águas de São Pedro, Capivari, Charqueada, Corumbataí, Ipeúna, Mombuca, Piracicaba, Rafard, Rio Claro, Rio das Pedras, Saltinho, Santa Bárbara d'Oeste, Santa Gertrudes, Santa Maria da Serra, São Pedro.
Sede vescovile è la città di Piracicaba, dove si trova la cattedrale di Sant'Antonio. La città conta circa 480.000 abitanti, fra cui molti discendenti di italiani.
Il territorio si estende su una superficie di 4.663 km² ed è suddiviso in 70 parrocchie, raggruppate, a partire dal 2011, in 7 regioni pastorali: Piracicaba I, Piracicaba II, Piracicaba III, Rio Claro, Santa Bárbara, Capivari e São Pedro.

## Storia
La diocesi è stata eretta il 26 febbraio 1944 con la bolla Vigil Campinensis Ecclesiae di papa Pio XII, ricavandone il territorio dalla diocesi di Campinas (oggi arcidiocesi).
Originariamente suffraganea dell'arcidiocesi di San Paolo, il 19 aprile 1958 è entrata a far parte della provincia ecclesiastica dell'arcidiocesi di Campinas.
Il 29 aprile 1976 ha ceduto una porzione del suo territorio a vantaggio dell'erezione della diocesi di Limeira.
Il 2 gennaio 1988, con la lettera apostolica Notum est, papa Giovanni Paolo II ha confermato Sant'Antonio di Padova patrono della diocesi.

## Cronotassi dei vescovi
Si omettono i periodi di sede vacante non superiori ai 2 anni o non storicamente accertati.
- Ernesto de Paula † (30 giugno 1945 - 9 gennaio 1960 dimesso[3])
- Aníger de Francisco de Maria Melillo † (29 maggio 1960 - 11 gennaio 1984 dimesso)
- Eduardo Koaik † (11 gennaio 1984 succeduto - 15 maggio 2002 ritirato)
- Moacyr José Vitti, C.S.S. † (15 maggio 2002 - 19 maggio 2004 nominato arcivescovo di Curitiba)
- Fernando Mason, O.F.M.Conv. (25 maggio 2005 - 11 novembre 2020 ritirato)
- Devair Araújo da Fonseca, dall'11 novembre 2020

## Statistiche
La diocesi nel 2021 su una popolazione di 1.025.002 persone contava 578.295 battezzati, corrispondenti al 56,4% del totale.
| anno | popolazione | popolazione | popolazione | presbiteri | presbiteri | presbiteri | presbiteri                | diaconi | religiosi | religiosi | parrocchie |
| anno | battezzati  | totale      | %           | numero     | secolari   | regolari   | battezzati per presbitero | diaconi | uomini    | donne     | parrocchie |
| ---- | ----------- | ----------- | ----------- | ---------- | ---------- | ---------- | ------------------------- | ------- | --------- | --------- | ---------- |
| 1949 | 141.000     | 143.000     | 98,6        | 28         | 15         | 13         | 5.035                     |         | 13        | 70        | 12         |
| 1965 | 190.000     | 202.000     | 94,1        | 77         | 25         | 52         | 2.467                     |         | 52        | 201       | 28         |
| 1970 | 319.140     | 354,302     | 90,1        | ?          | ?          | ?          | ?                         |         | ?         | ?         | 31         |
| 1973 | 445.000     | 491.000     | 90,6        | 24         | 24         |            | 18.541                    |         | 33        | 156       | 35         |
| 1980 | 427.000     | 520.000     | 82,1        | 20         | 20         |            | 21.350                    |         | 24        | 149       | 35         |
| 1990 | 644.000     | 671.000     | 96,0        | 70         | 29         | 41         | 9.200                     | 2       | 64        | 142       | 46         |
| 1999 | 757.873     | 826.629     | 91,7        | 80         | 40         | 40         | 9.473                     | 16      | 47        | 146       | 52         |
| 2000 | 783.622     | 897.568     | 87,3        | 84         | 43         | 41         | 9.328                     | 16      | 52        | 134       | 54         |
| 2001 | 655.200     | 819.000     | 80,0        | 76         | 39         | 37         | 8.621                     | 21      | 46        | 138       | 53         |
| 2002 | 608.438     | 824.587     | 73,8        | 77         | 39         | 38         | 7.901                     | 34      | 87        | 149       | 54         |
| 2003 | 741.701     | 957.237     | 77,5        | 80         | 40         | 40         | 9.271                     | 34      | 76        | 148       | 55         |
| 2004 | 763.246     | 988.326     | 77,2        | 82         | 44         | 38         | 9.307                     | 34      | 100       | 156       | 56         |
| 2013 | 695.000     | 995.000     | 69,8        | 107        | 57         | 50         | 6.495                     | 30      | 73        | 129       | 66         |
| 2016 | 713.000     | 1.020.000   | 69,9        | 117        | 61         | 56         | 6.094                     | 55      | 73        | 119       | 68         |
| 2019 | 729.550     | 1.043.000   | 69,9        | 125        | 72         | 53         | 5.836                     | 49      | 73        | 134       | 69         |
| 2021 | 578.295     | 1.025.002   | 56,4        | 127        | 76         | 51         | 4.553                     | 48      | 71        | 105       | 70         |